# Ragnar Ljunggren
Anders Ragnar Sigurd Ljunggren, född 9 december 1889 i Laske-Vedums församling, död 13 september 1976 i Uppsala, var en svensk lingvist och lärare.
Ragnar Ljunggren var son till folkskolläraren Anders Gustaf Ljunggren. Han avlade mogenhetsexamen i Skara 1909 och studerade därefter vid Uppsala universitet där han blev filosofie magister 1915, filosofie licentiat 1922 och filosofie doktor 1926. Ljunggren var docent i nordiska språk vid Uppsala universitet 1926–1937 och åter från 1939. Han tjänstgjorde som lektor i svenska språket vid universitetet i Dorpat 1922–1923 och vid universitetet i Oslo 1935–1937 samt som tillförordnad professor i svenska språket vid Uppsala universitet 1935–1937. År 1937 utnämndes han till lektor i modersmålet och engelska vid Folkskoleseminariet i Karlstad och 1939 var han rektor vid Folkskoleseminariet i Uppsala. Ljunggren var tillförordnat undervisningsråd tidvis 1942, 1944 och 1945. Från 1940 var han ledamot av Uppsala domkapitel. Bland Ljunggrens vetenskapliga arbeten märks Älvsborgs läns ortsnamn (1923) och doktorsavhandlingen Om den opersonliga konstruktionen samt Supinum och dubbelsupinum (1934). Han utgav även Västgötahistorier (1941) och en samling barnhistorier, Barnahjärtan (1945). Ljunggren är begravd på Uppsala gamla kyrkogård.